# Cennino Cennini
Cennino d'Andrea Cennini (1370 – 1440) foi um pintor italiano influenciado por Giotto. Ele foi aluno de Agnolo Gaddi.
Cennini nasceu perto de Florença. Ele é geralmente lembrado pelo livro Il libro dell'arte, escrito no começo do século XV e que é um "manual de instruções" sobre a arte do Renascimento. Contém informações sobre pigmentos, pincéis, painéis, a arte do afresco, técnicas e dicas, incluindo detalhadas instruções sobre como fazer esboços. O livro também fornece algumas das primeiras informações sobre a pintura a óleo. 

## "O Livro da Arte"
Escrito em língua vernácula no início do século XV, o livro é o primeiro tratado organicamente monográfico sobre produção artística, contendo informações sobre pigmentos e pincéis, sobre as técnicas de pintura, afresco e miniatura, e também fornece conselhos e "truques" do comércio. Ele também esboça problemas teóricos, como os cânones proporcionais e a necessidade de escapar do ecletismo, e traça regras como a da luz temperada.
Freqüentemente, a obra foi interpretada por estudiosos como um momento de transição entre a arte medieval e renascentista.
Em seu livro o autor se orgulha de ser o melhor "professor" da terceira geração de Giotto, na linha que passa por Agnolo Gaddi e seu pai Taddeo Gaddi até Giotto.